# Dombühl
Dombühl ist ein Markt im mittelfränkischen Landkreis Ansbach, Mitglied der Verwaltungsgemeinschaft Schillingsfürst, und zählt zur Metropolregion Nürnberg.

## Geografie

### Geografische Lage
Die Gemeinde liegt im Naturpark Frankenhöhe. Dombühl ist Bahnstation an der Strecke Heilbronn – Nürnberg zwischen den Knotenbahnhöfen Crailsheim und Ansbach.

### Nachbargemeinden
Die Nachbargemeinden sind (im Norden beginnend im Uhrzeigersinn):
- Schillingsfürst
- Leutershausen
- Aurach
- Feuchtwangen
- Wörnitz

### Gemeindegliederung
Die Gemeinde hat acht Gemeindeteile (in Klammern ist der Siedlungstyp angegeben):
- Baimhofen (Weiler)
- Binsenweiler (Weiler)
- Bortenberg (Dorf)
- Dombühl (Hauptort)
- Höfen (Weiler)
- Höfstettermühle (Einöde)
- Kloster Sulz (Pfarrdorf)
- Ziegelhaus (Dorf)

Außerdem gibt es die Einöden Auhof und Ziegelhütte, die beide keine amtlich benannten Gemeindeteile sind.
Es gibt auf dem Gemeindegebiet die Gemarkungen Dombühl und Kloster Sulz. Die Gemarkung Dombühl hat eine Fläche von 9,520 km². Sie ist in 1389 Flurstücke aufgeteilt, die eine durchschnittliche Fläche von 6853,72 m² haben. In ihr liegtenneben dem namensgebenden Ort die Gemeindeteile Höfen und Höfstettermühle.

## Geschichte

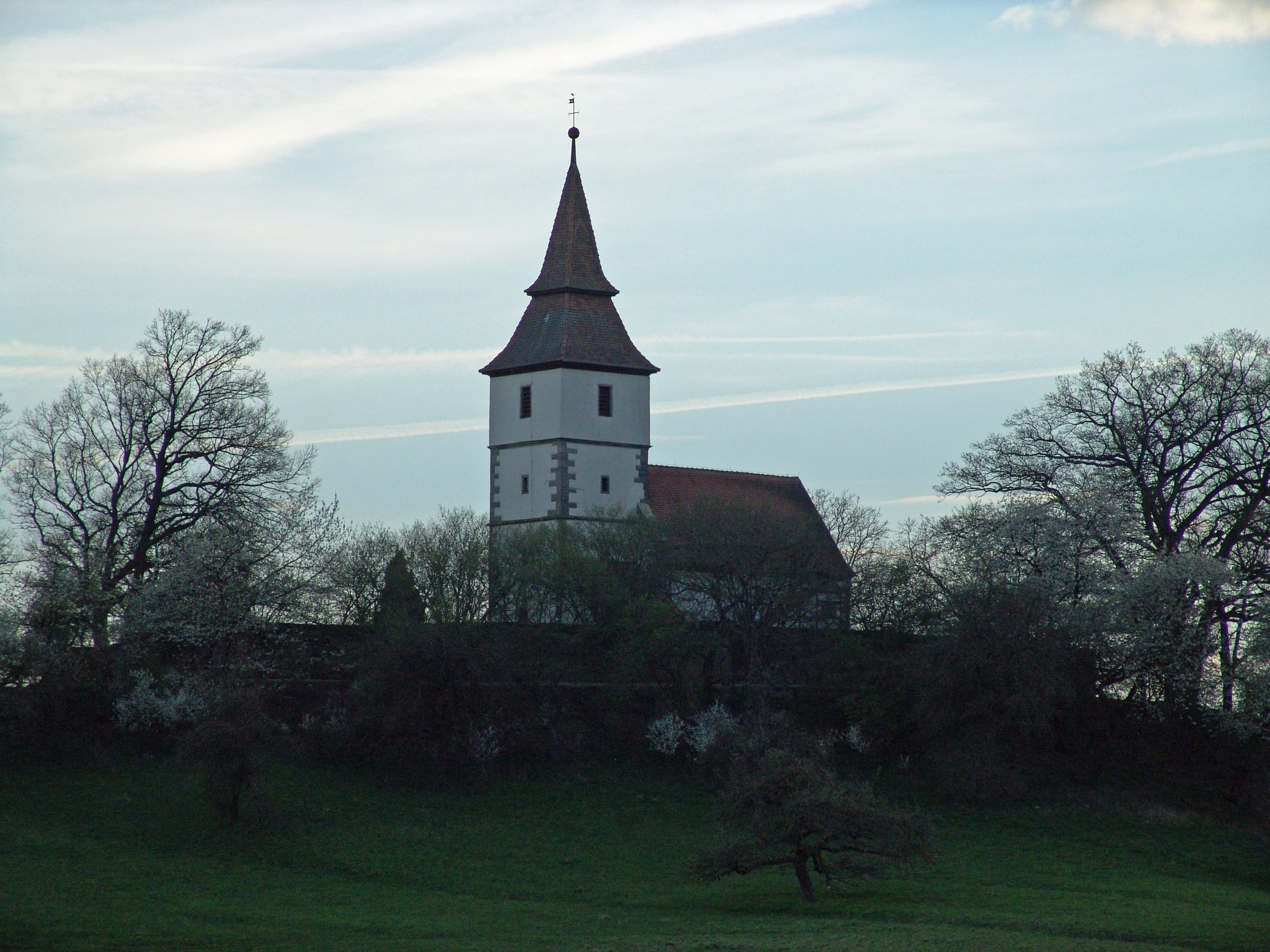
Kirche St. Veit in Dombühl

### Bis zur Gemeindegründung
Der Ort wurde 1238 als „Tanpuel“ erstmals urkundlich erwähnt. Der Ortsname leitet sich von einem gleichlautenden Flurnamen ab, dessen Grundwort „bühel“ (mhd.: Hügel) und dessen Bestimmungswort „tan“ (mhd.: Tannenwald) ist, also ein hügliges mit Tannen bewaldetes Gelände bezeichnet.
Dombühl lag im Fraischbezirk des ansbachischen Oberamtes Feuchtwangen. 1732 gab es 50 Anwesen mit 51 Mannschaften. Die Dorf- und Gemeindeherrschaft hatte das eichstättische Oberamt Wahrberg-Herrieden. Grundherren waren das Klosterverwalteramt Sulz (2 Güter) und das Oberamt Wahrberg-Herrieden (33 Anwesen: 2 Anwesen mit Schmiede, 9 Anwesen mit Backrecht, 3 Anwesen mit Wirtschaft, 1 Anwesen mit Badstube). Außerdem gab es noch 1 Kirche (evangelisch) mit Friedhof, 1 Schulhaus, 1 Rathaus, 1 Hirtenhaus. An diesen Verhältnissen änderte sich bis zum Ende des Alten Reiches nichts.
Von 1797 bis 1808 unterstand der Ort dem Justiz- und Kammeramt Feuchtwangen. 1803 kamen auch die eichstättischen Untertanen im Zuge der Säkularisation an das nunmehr preußische Verwaltungsgebiet Ansbach-Bayreuth, das seinerseits 1806 dem neu gegründeten Königreich Bayern einverleibt wurde.
Mit dem Gemeindeedikt (frühes 19. Jahrhundert) wurde der Steuerdistrikt Dombühl gebildet. Zu diesem gehörten Baimhofen, Binsenweiler, Bortenberg, Bühl, Höfen, Höfstettermühle, Kloster Sulz, Vehlberg und Ziegelhaus gehörten. Wenig später entstand die Ruralgemeinde Dombühl, zu der Höfen und Höfstettermühle gehörten. Sie war in Verwaltung und Gerichtsbarkeit dem Landgericht Feuchtwangen und in der Finanzverwaltung dem Rentamt Feuchtwangen zugeordnet. Ab 1858 gehörte Dombühl zum Landgericht Schillingsfürst und zum Rentamt Rothenburg ob der Tauber (1919 in Finanzamt Rothenburg ob der Tauber umbenannt). Ab 1862 übernahm das neu gebildete  Bezirksamt Rothenburg ob der Tauber die Verwaltung (1939 in Landkreis Rothenburg ob der Tauber umbenannt). In der Gerichtsbarkeit blieb das Landgericht Schillingsfürst zuständig (1879 in Amtsgericht Schillingsfürst umbenannt), von 1928 bis 1973 war es das Amtsgericht Rothenburg ob der Tauber. Die Gemeinde hatte 1964 eine Gebietsfläche von 9,772 km².

### Eingemeindung
Im Zuge der Gebietsreform in Bayern wurde am 1. April 1971 die Gemeinde Kloster Sulz, die bis 1952 Sulz hieß, eingegliedert.

### Einwohnerentwicklung
Im Zeitraum 1988 bis 2018 stieg die Einwohnerzahl von 1126 auf 1758 um 632 Einwohner bzw. um 56,1 % – prozentual der zweithöchste Anstieg im genannten Zeitraum im Landkreis Ansbach nach Wörnitz.
Gemeinde Dombühl
| Jahr      | 1818   | 1840   | 1852   | 1861   | 1867   | 1871   | 1875   | 1880   | 1885   | 1890   | 1895   | 1900   | 1905   | 1910   | 1919   | 1925   | 1933   | 1939   | 1946   | 1950   | 1961   | 1970   | 1987   | 2005   | 2011   | 2015   |
| Einwohner | 355    | 433    | 418    | 411    | 439    | 443    | 581    | 520    | 522    | 503    | 491    | 515    | 538    | 584    | 596    | 578    | 601    | 589    | 942    | 902    | 776    | 792    | 1119   | 1670   | 1635   | 1739   |
| Häuser    | 67     | 71     |        |        |        | 85     |        |        | 83     | 99     |        | 104    |        |        |        | 107    |        |        |        | 119    | 150    |        | 332    |        | 451    | 458    |
| Quelle    | [ 11 ] | [ 16 ] | [ 17 ] | [ 18 ] | [ 19 ] | [ 20 ] | [ 21 ] | [ 22 ] | [ 23 ] | [ 24 ] | [ 17 ] | [ 25 ] | [ 17 ] | [ 26 ] | [ 17 ] | [ 27 ] | [ 17 ] | [ 17 ] | [ 17 ] | [ 28 ] | [ 13 ] | [ 29 ] | [ 30 ] | [ 31 ] | [ 31 ] | [ 31 ] |

Gemeindeteil Dombühl
| Jahr      | 001818 | 001840 | 001861 | 001871 | 001885 | 001900 | 001925 | 001950 | 001961 | 001970 | 001987 |
| Einwohner | 337    | 406    | 390    | 405    | 481    | 481    | 541    | 873    | 746    | 772    | 775    |
| Häuser    | 62     | 766    |        |        | 78     | 102    | 115    | 146    | 123    |        | 226    |
| Quelle    | [ 11 ] | [ 16 ] | [ 18 ] | [ 20 ] | [ 23 ] | [ 25 ] | [ 27 ] | [ 28 ] | [ 13 ] | [ 29 ] | [ 30 ] |

## Religion

### Evangelisch-Lutherisch
Das lutherische Pfarramt Dombühl mit der Kirche St. Veit in Dombühl und der Marienkirche in Kloster Sulz gehört zum Dekanat Feuchtwangen des Kirchenkreises Ansbach-Würzburg der Evangelisch-Lutherischen Kirche in Bayern.
Die Pfarramtsführung der Kirchengemeinde Dombühl und Kloster Sulz obliegt derzeit Pfarrer Klaus Lindner, welcher auch als Kabarettist im Fränkischen Kirchenkabarett (kurz „FKK“) mitwirkt und mit seiner Band Highway to Heal, die 2012 in Dombühl gegründet wurde, diverse Gottesdienste in den umliegenden Kirchengemeinden und Dekanaten musikalisch gestaltet, um Kirchenbesuche für alle Altersgruppen wieder attraktiver zu machen.

### Katholisch
Eine katholische Filialkirche wird vom Pfarramt Schillingsfürst (Dekanat Ansbach, Erzbistum Bamberg) betreut. Der Sonntagsgottesdienst (Vorabendmesse) findet nur alle zwei Wochen statt.

## Politik

### Gemeinderat
Die Kommunalwahlen seit 2014 erbrachten folgende Ergebnisse:
| Gruppierung              | 2020    | 2020    | 2014    | 2014    |
| Gruppierung              | %       | Sitze   | %       | Sitze   |
| Freie Wählervereinigung  | 51,01   | 6       | 53,13   | 6       |
| Freie Wählergemeinschaft | 48,99   | 6       | 46,87   | 6       |
| Wahlbeteiligung          | 50,36 % | 50,36 % | 61,95 % | 61,95 % |

### Bürgermeister
Erster Bürgermeister des Marktes Dombühl ist Jürgen Geier (FWVD). Er wurde im März 2014 mit 57,31 % der Stimmen zum Nachfolger von Helmut Auer gewählt und 2020 mit 95,22 % der Stimmen im Amt bestätigt.

### Wappen und Flagge
Wappen
| Wappen von Dombühl | Blasonierung: „In Rot auf grünem Berg die silberne Wehrkirche von Dombühl mit schwarzen Dächern, rechts über dem Langhaus schwebend ein von Silber und Schwarz gevierter Schild.“ |
| Wappen von Dombühl | Wappenbegründung: Die Kirche auf dem Hügel steht redend für den nicht mehr verstandenen Ortsnamen, der „mit Tannen bestandener Hügel“ bedeutet, und der Ortskirche St. Vitus. Der Schild mit der Zollernvierung von Silber und Schwarz erinnert an die Territorialhoheit der Markgrafen. Die Gemeinde Dombühl führt seit 1986 das Wappen. |

Flagge
Die Gemeindeflagge ist grün-weiß-grün.

## Baudenkmäler
- Rathaus (Dombühl)

## Wirtschaft und Infrastruktur

### Tourismus
Dombühl ist Mitglied in den Tourismusverbänden frankenTourismus, Romantisches Franken und der Touristikgemeinschaft Frankenhöhe.

### Gewerbepark InterFranken
Dombühl ist Mitglied im Zweckverband Industrie- und Gewerbepark InterFranken.

### Verkehr

#### Öffentlicher Verkehr

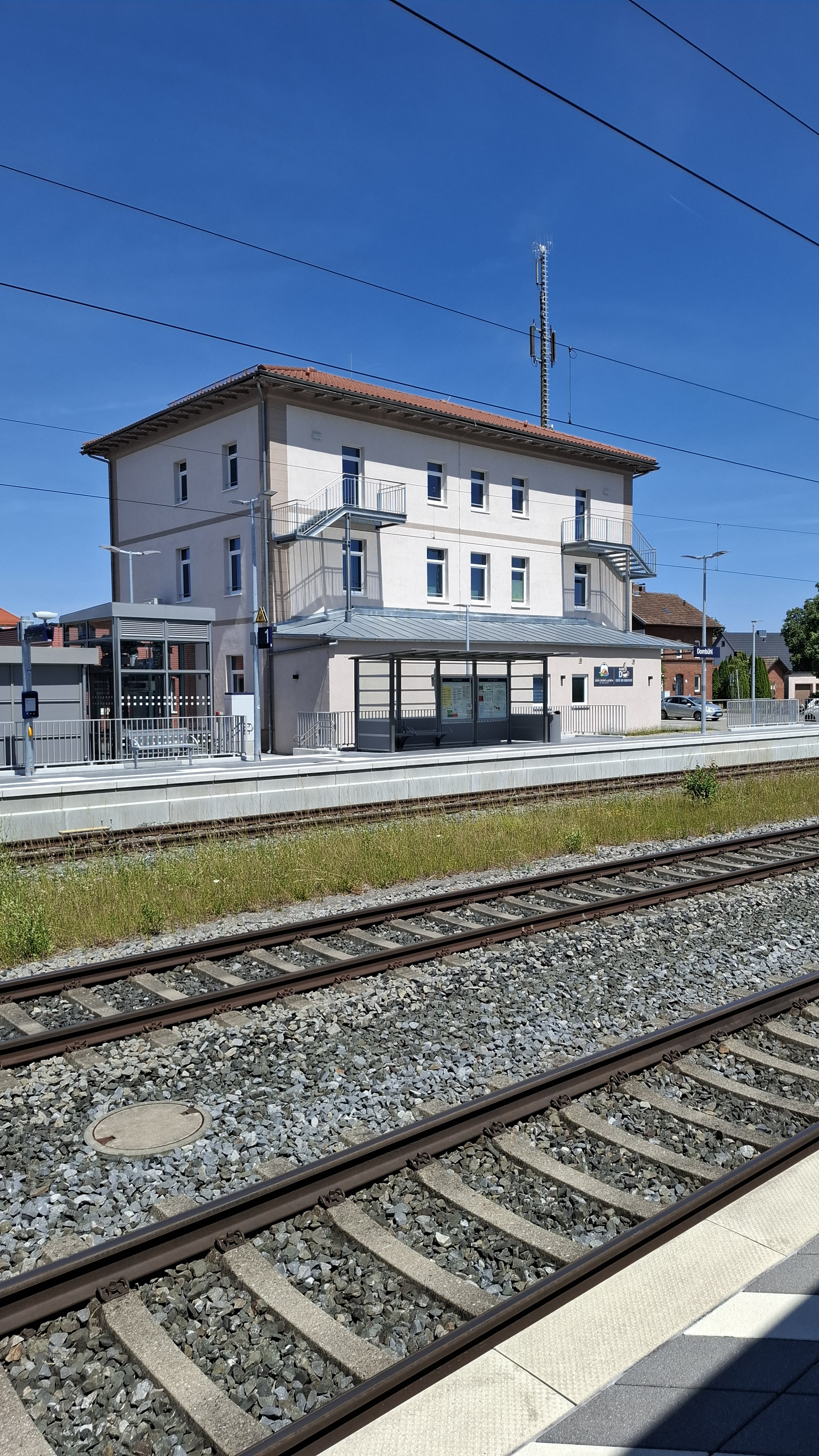
Bahnhof Dombühl

Dombühl liegt an der Bahnstrecke Nürnberg–Crailsheim. Im Zweistundentakt fahren Regional-Express-Züge von Arverio auf der Linie RE 90 nach Nürnberg und Stuttgart. Im Dezember 2017 wurde Dombühl in das Netz der S-Bahn Nürnberg eingebunden. Seitdem bestehen durch die Linie S 4 eine zusätzliche zweistündliche Verbindung über Ansbach nach Nürnberg sowie bessere Anschlüsse zu den Bussen. Außerdem gestaltet die Kommune das Bahnhofsumfeld neu und saniert das Empfangsgebäude.
Die Bahnstrecke Nördlingen–Dombühl wurde bis 31. Dezember 2018 für Güterverkehr nach Feuchtwangen genutzt. Es gibt Pläne für eine Reaktivierung des Personenverkehrs bis Dinkelsbühl bzw. Wilburgstetten.
Bis 1971 zweigte in Dombühl die Strecke nach Steinach bei Rothenburg ab. Diese ist zwischen Dombühl und Rothenburg ob der Tauber stillgelegt, die Gleise sind abgebaut. Die Trasse wird nunmehr teilweise als Bahnradweg genutzt.

#### Individualverkehr
Die Kreisstraße AN 4 führt die Staatsstraße 2419 kreuzend nach Ulrichshausen (2,7 km südwestlich) bzw. nach Kloster Sulz (2 km östlich). Die Kreisstraße AN 35 führt die Staatsstraße 2246 kreuzend nach Schillingsfürst (3,7 km nordwestlich). Gemeindeverbindungsstraßen führen nach Bortenberg (1,8 km südöstlich), nach Archshofen zur Kreisstraße AN 36 (4,3 km südlich) und nach Ziegelhaus (2 km nordöstlich). Über die Staatsstraße 2419 gelangt man zur Anschlussstelle 49 der Bundesautobahn 6 bzw. zur Anschlussstelle 109 der Bundesautobahn 7.

#### Rad- und Wanderweg
Durch Dombühl führt ein Abschnitt des Fränkischen Wasserradwegs.
Ebenso die Fernwanderwege Europäischer Fernwanderweg E8, Via Romea und Frankenhöhe-Weg.

## Söhne und Töchter der Gemeinde
- Theodor Enslin (1787–1851), Buchhändler, Bibliograph, Verleger und Ehrenbürger der Stadt Leipzig
- Gerhard Schmidt-Kaler (1920–2008), Maler und Grafiker